# يوزيف فريتزل

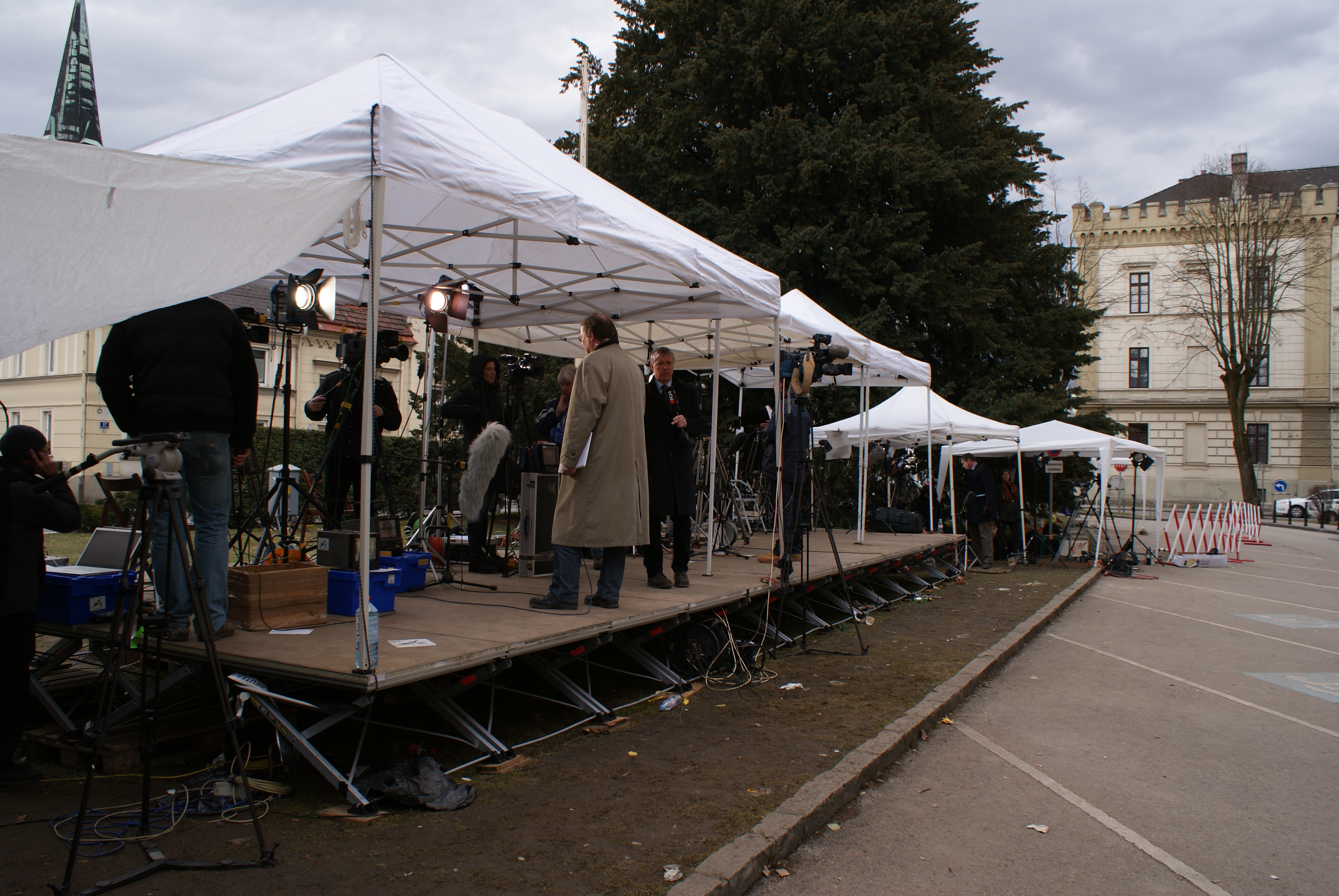
تجمع للصحفيين أثناء محاكمة فريتزل

ظهرت قضية فريتزل لأول مرة في عام 2008 عندما تلقت الشرطة في بلدة أمستيتين، النمسا السفلى بلاغا من امرأة تدعى إليزابيث فريتزل (من مواليد 6 أبريل 1966) قالت فيه أن والدها جوزيف فريتزل (من مواليد 9 أبريل 1935) احتجزها لمدة 24 عامًا في مكان سري في قبو منزل العائلة، ذكرت إليزابيث أن والدها ضربها وتحرش بها واغتصبها بشكل متكرر وحملت منه وأنجبت سبعة أطفال، ظل ثلاثة منهم في القبو مع أمهم؛ مات أحدهم بعد ولادته بفترة وجيزة وأحرقه فريتزل. أخذ فريتزل وزوجته روزماري الأطفال الثلاثة ألأخرين لتربيتهم بعد الإبلاغ عنهم أنهم لقطاء.
ألقي القبض على جوزيف فريتزل للاشتباه في الاغتصاب والسجن الباطل والقتل الخطأ عن طريق الإهمال وسفاح القربى. في مارس 2009 أقر بالذنب في جميع التهم وحكم عليه بالسجن مدى الحياة.

## تاريخ
ولد جوزيف فريتزل في 9 أبريل 1935، في أمستيتن، النمسا. في عام 1956، عندما كان عمره 21 عامًا، تزوج روزماري البالغة من العمر 17 عامًا (من مواليد 23 سبتمبر 1939)، وأنجب منها ثلاثة أبناء وأربع بنات، بما في ذلك إليزابيث، التي ولدت في 6 أبريل 1966، وبحسب ما ورد بدأ فريتزل في إساءة معاملة إليزابيث في عام 1977. عندما كانت في الحادية عشرة من عمرها.
بعد الانتهاء من التعليم الإلزامي في سن 15، بدأت إليزابيث دورة لتصبح نادلة. في يناير 1983، هربت من المنزل واختبأت في فيينا مع صديق لها من العمل. تم العثور عليها من قبل الشرطة في غضون ثلاثة أسابيع وعادت إلى والديها. عادت للانضمام إلى دورة النادلة، وأكملتها في منتصف عام 1984، وعرضت عليها وظيفة في لينز المجاورة.

### أسر
في 28 أغسطس 1984، بعد أن بلغت إليزابيث 18 عامًا، استدرجها فريتزل إلى قبو منزل العائلة، قائلاً إنه بحاجة إلى المساعدة في حمل الباب. كانت هذه آخر قطعة مطلوبة لإغلاق ما سيصبح الغرفة التي احتُجزت فيها إليزابيث. [6] وبعد عقد إليزابيث الباب في المكان في حين تركيبها فريتزل هو داخل الإطار، وأنه عقد الأثير منشفة -soaked على وجه ابنته حتى أنها كانت غير واعية، ثم رمى بها في الغرفة.
بعد اختفاء إليزابيث، قدمت روزماري بلاغًا عن المفقودين. بعد شهر تقريبًا، سلم فريتزل رسالة إلى الشرطة، كانت الأولى من عدة رسائل أجبر إليزابيث على كتابتها أثناء وجودها في الأسر. ذكرت الرسالة، التي تحمل ختم بريد براونو، أن إليزابيث سئمت العيش مع عائلتها وكانت تقيم مع صديق؛ حذرت والديها من البحث عنها وإلا ستغادر البلاد. أخبرت فريتزل الشرطة أنها على الأرجح انضمت إلى طائفة دينية.
على مدار الـ 24 عامًا التالية، زار فريتزل إليزابيث في الغرفة المخفية كل يوم تقريبًا، أو ثلاث مرات على الأقل في الأسبوع، مع جلب الطعام والإمدادات الأخرى. بعد إلقاء القبض عليه، اعترف بأنه اغتصبها مرارًا وتكرارًا. أنجبت إليزابيث سبعة أطفال أثناء أسرها. توفي طفل بعد ولادته بفترة وجيزة، وتم نقل ثلاثة أطفال - ليزا ومونيكا وألكساندر - من القبو عندما كانوا رضعًا ليعيشوا مع فريتزل وزوجته، الذين تمت الموافقة عليهم من قبل سلطات الخدمات الاجتماعية المحلية كآباء حاضنين لهم. قال المسؤولون إن فريتزل شرح «بشكل معقول للغاية» كيف ظهر ثلاثة من أحفاده الصغار على عتبة منزله. تلقت الأسرة زيارات منتظمة من الأخصائيين الاجتماعيين، الذين رأوا ولم يسمعوا أي شيء يثير شكوكهم.
بعد ولادة الطفل الرابع في عام 1994، سمح فريتزل بتوسيع السجن، من 35 إلى 55 م 2 (380 إلى 590 قدمًا مربعة)، مما جعل إليزابيث وأطفالها يعملون لسنوات في حفر التربة بأيديهم العارية. كان لدى الأسرى جهاز تلفزيون وراديو وفيديو. يمكن تخزين الطعام في الثلاجة وطهيه أو تسخينه على أطباق ساخنة. قامت إليزابيث بتعليم الأطفال القراءة والكتابة. في بعض الأحيان، كان فريتزل يطفئ الأضواء أو يرفض توصيل الطعام لأيام في كل مرة لمعاقبته.
أخبر فريتزل إليزابيث والأطفال الثلاثة الذين بقوا (كيرستين وستيفان وفيليكس) أنهم سيتعرضون للغاز إذا حاولوا الفرار. وخلص المحققون إلى أن هذا كان مجرد تهديد أجوف لتخويف الضحايا. لم يكن هناك إمداد بالغاز إلى الطابق السفلي.  قال بعد اعتقاله إنه أخبرهم أنهم سيصعقون بالكهرباء ويموتون إذا تدخلوا في باب القبو.
وفقًا لكريستين أخت زوجة فريتزل، كان يذهب إلى الطابق السفلي كل صباح في الساعة 09:00، ظاهريًا لرسم خطط للآلات التي باعها للشركات. غالبًا ما كان يقضي الليل هناك ولا يسمح لزوجته بإحضار القهوة له. ادعى مستأجر استأجر غرفة في الطابق الأرضي في المنزل لمدة اثني عشر عامًا أنه سمع ضوضاء من الطابق السفلي، والتي أوضح فريتزل أنها من «الأنابيب المعيبة» أو نظام التدفئة بالغاز.

## الأبناء
أنجبت أبنتهُ من عملية أعتداءهِ المتكررة سبعة أطفال مات أحدهم عندما كان رضيعاً وقد قام جوزيف بحرقهِ. وبالنسبة للأبناء الأخرون فثلاثة منهم كانوا محتجزين مع والدتهم وهم كريستين وستيفان وفليكس البالغة أعمارهم 19 و18 و5 سنوات بالترتيب. أما الثلاثة الآخرين والذين يعيشون مع زوجته روزماري فهم: الكساندر وليزا ومونيكا وقد قام بتبنيهم رسمياً.

## السجل الجنائي
جوزيف أدين بقضية اغتصاب امرأة عام 1967م في مدينة لنز النمساوية وسجن على أثرها لمدة 18 شهراً، وقد أعتقل عقبها أيضاً على إثر «هتك الحياء العام» أمام امرأة في الشارع في النمسا.